# Меркл (Тексас)
Меркл (енгл. Merkel) град је у америчкој савезној држави Тексас. По попису становништва из 2010. у њему је живело 2.590 становника.

## Демографија
Према попису становништва из 2010. у граду је живело 2.590 становника, што је 47 (1,8%) становника мање него 2000. године.
| Група             | 2000.         | 2010.         |
| Белци             | 2.183 (82,8%) | 2.066 (79,8%) |
| Афроамериканци    | 30 (1,1%)     | 29 (1,1%)     |
| Азијати           | 8 (0,3%)      | 5 (0,2%)      |
| Хиспаноамериканци | 375 (14,2%)   | 461 (17,8%)   |
| Укупно            | 2.637         | 2.590         |